# 真里谷信隆
真里谷 信隆（まりやつ のぶたか、? - 天文20年8月2日（1551年9月2日））は、上総国の戦国大名。上総武田氏（真里谷家）の一族。真里谷恕鑑（信清）の子（庶長子）。峰上城、造海城、椎津城城主。通称は、八郎太郎。祥山全吉。兄弟に、真里谷全鑑（武田大夫?）、弟に真里谷信応がいる。子に真里谷信政。

## 生涯
真里谷恕鑑（信清）の子（庶長子）として誕生し、安房里見氏の内紛（稲村の変）が起きると、父の恕鑑は里見義豊を支持したが、真里谷家の一族の一部は対立者の里見義堯を支持したという。一説には信隆が義堯を自身の居城である峰上城（または造海城）に匿ったとされる。里見氏の内紛は義堯の勝利に終わり、父の恕鑑も1534年に死去し、嫡子であったとみられる大夫（全鑑）も同時期に死去した。恕鑑の死後、真里谷武田家は相模国の北条氏綱への従属姿勢を強めていくことになるが、この時期の当主は信隆であったと伝わっており、現在も通説となっている。
まもなく後継者の座を弟の信応と争うようになり、1537年頃から抗争を繰り広げるようになった（上総錯乱）。信隆は居城である峰上城を中心に造海城、天神台城などを版図におき、小弓公方足利義明に支持された信応に対抗するため、里見氏や後北条氏に援軍を求めるなど頑強に抵抗したが、結局は敗れ、峰上城を明け渡し足利義明に降伏した。このとき、峰上城を開城した後、造海城（百首城）に籠城したが、義明方に寝返った里見義堯に攻められ、和歌を百首詠むことを条件に開城をしたという逸話があるが、上総錯乱において実際には百首城に里見氏の援軍が詰めている。信隆は後北条氏を頼って武蔵国金沢（現在の神奈川県横浜市金沢区）に逃れ隠居した。
真里谷武田家では信応が当主となり、佐貫城の真里谷全方（信秋）・真里谷義信父子が実権を握ったが、1538年、第一次国府台合戦で義明が戦死し、小弓公方を頼っていた信応の勢力が弱まると、氏綱方に加わっていた信隆はその支援を背景にして上総に戻り、椎津城を本拠とし復権を果たした。しかし、里見氏と結んだ信応の勢力も衰えることはなく、1541年ごろから、再び真里谷一族での内紛が再発した（笹子城、中尾城の内紛）。『笹子落草子』『中尾落草子』という軍記物によれば、信隆は家臣の後藤氏や鶴見氏の讒言を受けて対立する笹子城の武田信茂を殺害したが、まもなくその祟りのために病没した、ということになっている。
この内紛を見て後北条氏、里見氏それぞれが軍を送り真里谷武田家の勢力圏への介入を強めた。特に里見氏の家臣である正木時茂の進出は目覚しく、1544年には信隆派の重鎮であった小田喜城城主の真里谷朝信が時茂のために討たれている。内紛の末に勢力を弱めた真里谷家は、1551年から1552年頃には信隆、信応が相次いで没したのを境に、歴史の表舞台から姿を消すことになった。